# Calau-pequeno-de-mindoro
O calau-pequeno-de-mindoro, ou apenas calau-de-mindoro (Penelopides mindorensis) é uma espécie de ave da família Bucerotidae. 
É endémica das Filipinas.
Os seus habitats naturais são: florestas subtropicais ou tropicais húmidas de baixa altitude e terras aráveis.
Está ameaçada por perda de habitat.